# Муцівські Фудзівара

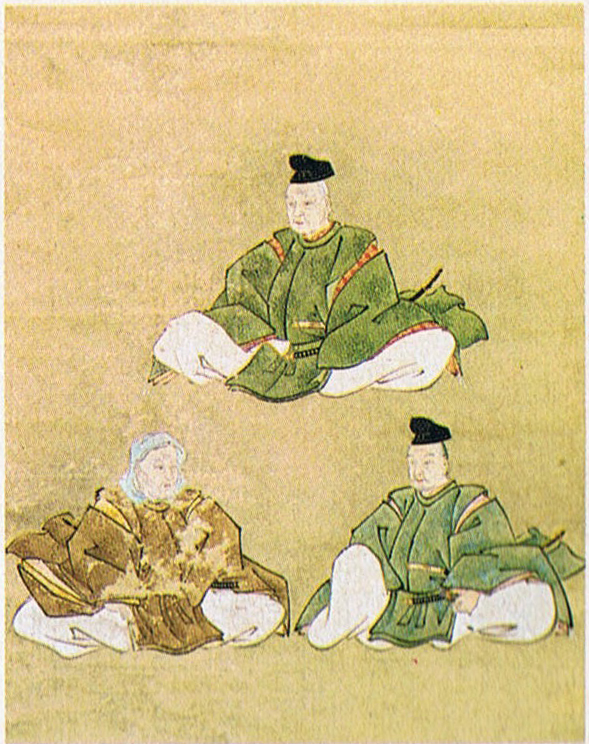
Mōtsū-ji. Портрет клану Ошу-Фуджівара, три покоління.

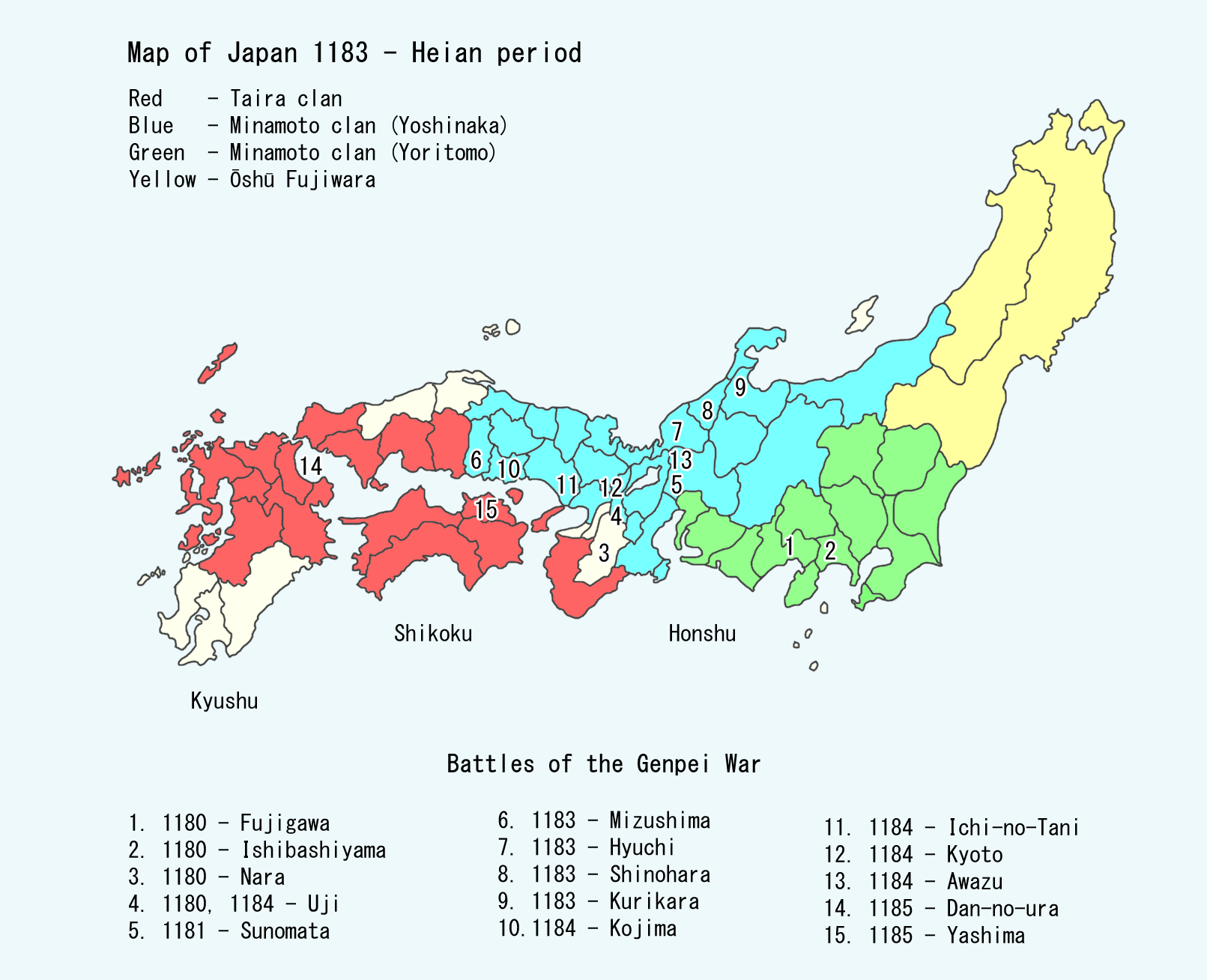
Домен клану Ошу-Фудзівара в Японії (1183)

Муцівські Фудзівара (яп. 奥州藤原氏, おうしゅうふじわらし, Осю-Фудзівара, «Фудзівара з Муцу») — японський самурайський рід емішійського походження, що володів провінціями Муцу і Дева у Північній Японії у 11 — 12 століттях, наприкінці періоду Хей'ан.

## Короткі відомості
Муцівські Фудзівара походили від вождів північнояпонських автохтонів еміші, які стали державцями Ямато у 9 столітті. У 10 столітті вони контролювали невеликі землі в районі середнього Муцу, але значно розширили свої володіння у ході Дев'ятирічної війни 1051—1062 і Трирічної війни 1083—1087 років.
Рід веде свій початок від Фудзівари но Цунекійо. Він був одружений з донькою північно японського володаря Абе но Йорітокі. Через це у Дев'ятирічній війні Цунекійо брав участь на стороні Абе. Його син, Фудзівара но Кійохіра, народився під час цієї війни, і через повторний шлюб матері з представником роду Кійохара став носити чуже родове ім'я. В часі Трирічної війни Кійохіра перейшов на бік Мінамото но Йосіїе, повернув собі старе прізвище Фудзівара і, знищивши рід Кійохара, об'єднав провінції Муцу і Дева під своєю владою. Свою резиденцію він заклав у містечку Хіраїдзумі, яке стало політико-культурним центром середньовічніьої Північної Японії. Онук Кійохіри, Фудзівара но Хідехіра, отримав від Імператора Японії титул «сьоґуна-пацифіктора» і провінціала провінції Муцу. Його називали «Північним королем».
За головування Фудзівари но Ясухіри рід був знищений військами сьоґуна Мінамото но Йорітомо.

## Голови роду Фудзівара
|   | Ім'я українською      | Ім'я японською | Роки життя  | Роки головування |
| 1 | Фудзівара но Кійоцуне | 藤原経清       | ? — 1062    |                  |
| 2 | Фудзівара но Кійохіра | 藤原清衡       | 1056 — 1128 |                  |
| 3 | Фудзівара но Мотохіра | 藤原基衡       | 1105 — 1157 |                  |
| 4 | Фудзівара но Хідехіре | 藤原秀衡       | 1122 — 1187 |                  |
| 5 | Фудзівара но Ясухіра  | 藤原泰衡       | 1155 — 1189 |                  |